# Xanthorhoe centroneura
Xanthorhoe centroneura là một loài bướm đêm trong họ Geometridae.